# Ophelosia stenopteryx
Ophelosia stenopteryx är en stekelart som beskrevs av Berry 1995. Ophelosia stenopteryx ingår i släktet Ophelosia och familjen puppglanssteklar. Inga underarter finns listade i Catalogue of Life.